# Cao Ang
Cao Ang (175 – 197) was de oudste zoon van de krijgsheer Cao Cao tijdens de oostelijke Han-dynastie en de Drie Koninkrijken-periode in China. Hij werd gedood door vijandelijke troepen tijdens de Slag bij Wancheng nadat hij zijn paard opgaf voor Cao Cao tijdens de terugtrekking.

## Leven
Cao Ang werd geboren in 175 en was kind van Cao Cao en Lady Liu. Er is heel weinig gedocumenteerd over zijn vroege leven, maar er is wel bekend dat hij op zijn 19de werd genomineerd als Xiaolian.
In 197 volgde Cao Ang zijn vader tijdens een campagne om Jingzhou te veroveren. Zhang Xiu, een andere krijgsheer, bezette Wancheng (宛城, tegenwoordig Nanyang, Henan) en gaf zich over aan Cao Cao. Daarna trouwde Cao Cao met de vrouw van Zhang Xius oom, waar Zhang Xiu niet blij mee was. Toen Cao Cao hierachter kwam plande hij stiekem om Zhang Xiu te laten vermoorden. Het plan lekte echter uit en Zhang Xiu nam het initiatief en viel het kamp van Cao Cao aan.
Door de verrassingsaanval van Zhang Xiu werden de troepen van Cao Cao overrompeld. Tijdens de terugtocht van Cao Caos leger werd het paard van Cao Cao dodelijk verwond door pijlen. Cao Ang gaf zijn paard aan Cao Cao, zodat hij kon ontsnappen. Daarna werd Cao Ang gedood door de vijand.
Cao Ang had geen zonen. Daarvoor stelde Cao Pi, de zoon Cao Wan van Cao Angs broer Cao Jun aan, als opvolger van Cao Ang.